# Angela Lee
Angela Seung-ju Lee (李胜珠S, Li ShengzhuP; 이승주?, Lee Seung-juLR; Vancouver, 8 luglio 1996) è un'artista marziale mista statunitense di origini singaporeane.
Combatte nella categoria dei pesi atomo e in quella dei paglia per l'organizzazione singaporiana ONE.
Detiene il primato di più giovane campionessa mondiale nella storia delle arti marziali miste, avendo conquistato il titolo dei pesi atomo ONE il 5 maggio 2016 contro Mei Yamaguchi all'età di 20 anni.

## Biografia
Nata a Vancouver da padre singaporeano di etnia cinese e madre sudcoreana, è la primogenita di quattro figli: il fratello Christian (1998) e la sorella Victoria (2004 - 2022) sono anch'essi lottatori di arti marziali miste. All'età di sette anni si trasferisce con la famiglia nelle Hawaii, dove si avvicina al mondo degli sport da combattimento.

### Vita personale
Nel 2018 ha sposato il collega brasiliano Bruno Pucci.

## Risultati nelle arti marziali miste
| Risultato | Record | Avversario             | Metodo                               | Evento                                    | Data              | Round | Tempo | Città                  | Note                                                                 |
| --------- | ------ | ---------------------- | ------------------------------------ | ----------------------------------------- | ----------------- | ----- | ----- | ---------------------- | -------------------------------------------------------------------- |
| Vittoria  | 10-2   | Xiong Jingnan          | Sottomissione (rear-naked choke)     | ONE Championship 100: Century Part 2      | 13 ottobre 2019   | 5     | 4:48  | Tokyo, Giappone        | Difende il titolo dei pesi atomo femminili ONE.                      |
| Sconfitta | 9-2    | Michelle Nicolini      | Decisione (unanime)                  | ONE Championship 98: Masters of Destiny   | 12 luglio 2019    | 3     | 5:00  | Kuala Lumpur, Malaysia |                                                                      |
| Sconfitta | 9-1    | Xiong Jingnan          | KO tecnico (calcio al corpo e pugni) | ONE Championship 92: A New Era            | 31 marzo 2019     | 5     | 1:37  | Tokyo, Giappone        | Debutto nei pesi paglia Per il titolo dei pesi paglia femminili ONE. |
| Vittoria  | 9-0    | Mei Yamaguchi          | Decisione (unanime)                  | ONE Championship 73: Unstoppable Dreams   | 18 maggio 2018    | 5     | 5:00  | Kallang, Singapore     | Difende il titolo dei pesi atomo femminili ONE.                      |
| Vittoria  | 8-0    | Istela Nunes           | Sottomissione (anaconda choke)       | ONE Championship 55: Dynasty of Heroes    | 26 maggio 2017    | 2     | 2:18  | Kallang, Singapore     | Difende il titolo dei pesi atomo femminili ONE.                      |
| Vittoria  | 7-0    | Jenny Huang            | KO tecnico (pugni)                   | ONE Championship 53: Warrior Kingdom      | 11 marzo 2017     | 3     | 3:37  | Bangkok, Thailandia    | Difende il titolo dei pesi atomo femminili ONE.                      |
| Vittoria  | 6-0    | Mei Yamaguchi          | Decisione (unanime)                  | ONE Championship 42: Ascent to Power      | 6 maggio 2016     | 5     | 5:00  | Kallang, Singapore     | Vince il titolo dei pesi atomo femminili ONE.                        |
| Vittoria  | 5-0    | Rebecca Heintzman      | Sottomissione (neck crank)           | ONE Championship 39: Tribe of Warriors    | 20 febbraio 2016  | 2     | 1:08  | Giacarta, Indonesia    |                                                                      |
| Vittoria  | 4-0    | Lena Tkhorevska        | Sottomissione (rear-naked choked)    | ONE Championship 35: Spirit of Champions  | 11 dicembre 2015  | 2     | 3:26  | Manila, Filippine      |                                                                      |
| Vittoria  | 3-0    | Natalie Gonzales Hills | Sottomissione (twister)              | ONE Championship 32: Pride of Lions       | 13 novembre 2015  | 1     | 2:24  | Kallang, Singapore     |                                                                      |
| Vittoria  | 2-0    | Mona Samir             | Sottomissione (rear-naked choke)     | ONE Championship 31: Odyssey of Champions | 27 settembre 2015 | 1     | 3:49  | Giacarta, Indonesia    |                                                                      |
| Vittoria  | 1-0    | Aya Saber              | Sottomissione (barra al braccio)     | ONE Championship 27: Warrior's Quest      | 22 maggio 2015    | 1     | 1:43  | Kallang, Singapore     |                                                                      |